# Mazdaspeed

Mazdaspeed標誌

Mazdaspeed（日语：マツダスピード）隸屬於日本馬自達汽車公司旗下，專門從事於賽車改裝部品，原由後者之區域經銷商「馬自達汽車東京公司」（（日語）マツダオート東京，後更名成Ẽfini東京，現在稱關東馬自達）衍生而出，但可惜於1999年解散休業。

## 發展歷史
1968年馬自達的區域經銷商馬自達汽車東京公司（（日語）マツダオート東京）開設賽車改裝諮詢室，由大橋孝至及寺田陽次郎（二人皆為著名職業賽車手）常駐於此，專門提供馬自達車迷對於車輛改裝的各類問題諮詢。當年度開始販售安裝Familia Rotary Coupe的改裝套件，並以「Mazda Sport Corner」（（日語）マツダ・スポーツ・コーナー）之名對外營業，服務各級競速賽事。
1973年馬自達汽車東京公司供應引擎給Sigma Automotive（（日語）シグマ・オートモーティヴ，也就是現在的SARD Corporation），安裝在「Sigma MC73」上以參加利曼24小時耐力賽的公開比賽。同年夏天購入Sigma GC73這部車，用以參加富士盃大賽；同年並與Sigma Automotive攜手以Sigma MC74參加利曼24小時耐力賽，不過因為繞行圈數不足而未能完成比賽，他們也是該賽事有史以來中途重新翻修引擎的隊伍。
1978年為了預習次年度的利曼24小時耐力賽，以RX-3挑戰代托納24小時耐力賽（24 Hours of Daytona）。1979年Mazda Sport Corner更名成Mazdaspeed，並以改裝車RX-7 252i參與利曼24小時耐力賽第五組的競賽，卻因賽前準備不周而在預賽中落敗。當時他們的編制並非正規的賽車團隊，倒不如說是經銷商車隊。
1982年再度以改裝車RX-7 254參加利曼24小時耐力賽，綜合積分獲得第14名。以這個成績作為契機，他們強化了車隊組織的發展。1983年馬自達的前身「東洋工業」與馬自達汽車東京公司合資成立「Mazdaspeed有限公司」（（日語）株式会社マツダスピード），由大橋孝至監督、田知本守總工程師等人領軍營運，當時汽車設計一職則由Mooncraft公司的由良拓也（著名賽車設計師）擔任。從此之後，逐漸獲得馬自達原廠技術人員的奧援，以第四代Familia4WD車型參加世界拉力錦標賽A組的比賽，也確立了Mazdaspeed在馬自達競速賽車部門的地位。
1991年787B參加第59屆利曼24小時耐力賽奪下冠軍，寫下日本賽車史上輝煌的一頁。1992年馬自達第一輛搭載往復式活塞引擎的賽車MX-R01投入利曼24小時耐力賽、日本原型賽車錦標賽、世界原型賽車錦標賽等賽事。前年在利曼24小時耐力賽奪冠的同一組車手雖然起跑時排第一順位，但最終落至第四名。雖然MX-R01在世界原型賽車錦標賽歷經一番鏖戰，但累積了一些經驗，並於銀石賽道（500 km Silverstone）那一站獲得第二名。而在日本原型賽車錦標賽則與日產、豐田鏖戰，當年隨即退出此賽事。此外，同年也將輪胎供應商由登祿普輪胎改為米其林。
可惜的是1993年至1997年之間，由於母廠遭遇營收困難的窘境，逐步縮減運動賽事的經費，且針對市售車的修補市場用零件與私人活動的規模也縮小。於是停止參加連續參賽12年的利曼24小時耐力賽，僅援助美國賽車手吉姆·唐寧（Jim Downing）參加美國IMSA（International Motor Sports Association）舉辦的賽事：1994年以搭載四轉子引擎的RX-7改裝車獲得總合第15名、1995年以搭載三轉子引擎的原型賽車DG3獲得總合第7名、1996年以搭載三轉子引擎的原型賽車DG4獲得總合第25名、1997年以搭載四轉子引擎的原型賽車MS97獲得總合第17名。1996年由蓮花Seven獲得靈感，打造了雙座敞篷賽車「Mazdaspeed MS007」。
1999年Mazdaspeed有限公司遭到解散，所有員工遭到資遣。經整合後，Mazdaspeed成為馬自達全車系專用的改裝套件品牌名稱，使用於強調操駕性能或運動化外型的限量車上，有別於以往在利曼24小時耐力賽中獲勝的車隊組織。掛名Mazdaspeed的客製化改裝套件則委外製造，或者由同集團的馬自達E&T代工製造。同時也舉辦一些和車迷互動的公關活動，諸如不求速度、只求駕駛樂趣的Mazdaspeed盃馬自達車迷環道賽（Mazda Fan Circuit Trial） 等。後來馬自達跟日本全國的經銷商協調，在各營業據點成立「Sports Factory」展示室，專門銷售Mazdaspeed周邊商品。當時主打MX-5與RX-7相關改裝套件，銷售成績卻不亮眼。Sports Factory曾一度改為中古車銷售中心，結果絲毫未見起色，後來一一撤除。
2005年原廠曾以Mazdaspeed之名開始發展一些贊助計畫，贊助如大西洋錦標賽（Atlantic Champioship）、馬自達之星錦標賽（Star Mazda Championship）等各類賽車比賽。

## 後續發展
1999年Mazdaspeed吹出熄燈號之後，原總工程師田知本守另行成立「Do Engineering有限公司」，專門改裝RX-7、RX-8、MX-5、馬自達2等車款。

## 外部連結
- 英文官方網站 （页面存档备份，存于）
- 日文官方網站
- 有限会社ドゥー・エンジニアリング （页面存档备份，存于）